# Longjohn
Longjohn er en ladcykel hvor ladet ligger meget lavt, placeret midt mellem forhjulet og føreren.
Cyklen blev opfundet af mekaniker Morten Rasmussen Mortensen i 1929. Føreren af en longjohn blev med et slangord kaldt for en "svajer".